# Јусуф Јакуповић Мрки
Јусуф Јакуповић Мрки (Билећа, 24. децембар 1914 — Буковица Горња, код Бијељине, 10. април 1942) био је комунистички револуционар и учесник Народноослободилачке борбе.

## Биографија
Рођен је 24. децембра 1914. у Билећи. Његов отац Хасан био је рудар, па је због тешких услова рада и живота чето одлазио на рад у иностранство. Једно време је радио у Грчкој, али је одатле био протеран назад у Југославију. Како би породици обезбедио боље услове живота, 1920-их година се са женом Нафом и децом преселио у Тузлу. Живели су на Пискавици изнад Тушња, где је обрађивао део напуштене земље, а потом је радио у руднику угља Крека.
Јусуф је након завршене основне школе изучио зидарски занат. Као млади радник, из сиромашне радничке породице, рано се укључио у револуционарни раднички покрет. Године 1934. оженио се Мевлом Приганицом, која је заједно са њим учествовала у радничком покрету и била примљена у чланство тада илегалне Комунистичке партије Југославије (КПЈ).
Заједно са супругом активно се посветио партијском раду. Њихова кућа на Пискавици постала је тада сигуран пункт у који су долазили многи комунисти из Тузле, али и из других места Босне и Херцеговине. Био је најпре члан Месног комитета КПЈ за Тузлу, а маја 1940. био је изабран за члана Обласног комитета КПЈ за Тузлу. Потом је постао секретар Месног комитета.
У току мартовских догађаја 1941. активно је учествовао у демонстрацијама против приступања Тројном пакту и организовању људи за одбрану земље. Након окупације Југославије и формирања усташке Независне Државе Хрватске, активно је радио на организовању Народноослободилачког покрета (НОП). Крајем маја 1941. учествовао је на Обласном партијском саветовању на коме је формирано Обласно војно руководство за тузланску област. Учествовао је и на састанку Обласног комитета КПЈ 17. јула 1941. када су основани Обласни војни штаб и срески штабови и вршене друге припреме за организовање устанка.
Након директиве Покрајинског комитета КПЈ за Босну и Херцеговину за подизање устанка, од 13. јула 1941, напустио је Тузлу и заједно са Иваном Марковићем Ирцем, командантом Обласног војног руководства отишао на Мајевицу. Овде је већ крајем јула 1941. био формиран Окружни комитет КПЈ за Мајевицу, Семберију и Посавину чији је постао секретар. Учествовао је у првим устаничким акцијама на Мајевици 10. августа 1941. године. У току лета и јесени 1941, као секретар Окружног комитета обилазио је партијске организације и радио на њиховом јачању. Активно је радио на ширењу устанка и јачању Народноослободилачког покрета.
Заједно са још неколико делегата са Мајевице и Семберије учествовао је 7. јануара 1942. на дводневном Покрајинском саветовању КПЈ за Босну и Херцеговину у Иванчићима, код Сарајева. Овом саветовању присуствовао је генерални секретар КПЈ Јосип Броз Тито, као и чланови Политбироа ЦК КПЈ Едвард Кардељ и Милован Ђилас и још неколико чланова Централног комитета КПЈ.
Фебруара 1942, заједно са супругом Мевлом налазио се у селу Вукосавцима, код Лопара у Штабу Мајевичког партизанског одреда. Тада је учествовао на Окружном партијском саветовању одржаном 15. фебруара 1942. у школи у Јабланици, на Мајевици. На саветовању је као секретар Окружног комитета, на основу закључака Покрајинског партијског саветовања, поднео реферат о војно-политичкој ситуацији и наредним задацима. На саветовању је посебно анализирана војно-политичка ситуација на подручју Мајевице и тада је указано на опасност која прети од четника Драже Михаиловића.
Неколико дана након партијског саветовања, мајевички четници војводе Радивоја Керовића и капетан Стевана Дамјановића Леке извршили су напад на Штаб Мајевичког партизанског одреда у Вукосавцима. Тада је погинула група партизана, међу којима командант и политички комесар Мајевичког одреда Иван Марковић Ирац и Фадил Јахић Шпанац. Заједно са супругом Мевлом и замеником команданта одреда Ратком Перићем, успео је да се пробије из окружења и пребаци се у Корениту. Заједно са групом бораца и руководилаца са Мајевице, преко Поповог поља дошао је у Буковицу Горњу, где се половином марта 1942. разболео од пегавог тифуса. Од последица тифуса је умро 10. априла 1942. у Буковици, где је и сахрањен.
Његово име носила је једна основна школа у Тузли, али је након рата у Босни и Херцеговини преименована у ЈУ ОШ „Тушањ”.